# Francesca Canepa
Pour les articles homonymes, voir Canepa.
Francesca Canepa est une sportive italienne née le 14 septembre 1971 à Courmayeur. Elle pratique d'abord le snowboard en spécialiste du slalom géant avant de se consacrer au trail à partir de 2010.
Elle a remporté le Lavaredo Ultra Trail en 2012, le Tor des Géants en 2012 et 2013, l'Eiger Ultra Trail en 2013 et 2014, Hong Kong 100 en 2014 et l'Ultra-Trail du Mont-Blanc en 2018.
En 2014 elle est en passe de réaliser un triplé sur le Tor des Géants. Cependant, elle est disqualifiée en cours d'épreuve après avoir été accusée d'avoir fait une partie du parcours en voiture et manqué un point de contrôle. Elle dépose un recours auprès de l'organisation, apportant des preuves de son passage au point de contrôle et son accusation se révèle abusive.

## Palmarès
| no  | féminin            | Course                                              | Longueur | Départ           | Temps            |
| --- | ------------------ | --------------------------------------------------- | -------- | ---------------- | ---------------- |
| 10e | Médaille d'or      | Lavaredo Ultra Trail                                | 118 km   | 29 juin 2012     | 15 h 58 min 02 s |
| 30e | Médaille d'argent  | Ultra-Trail du Mont-Blanc                           | 103,4 km | 31 août 2012     | 13 h 17 min 01 s |
| 7e  | Médaille d'or      | Tor des Géants                                      | 330 km   | 9 septembre 2012 | 99 h 13 min 56 s |
| 27e | Médaille d'or      | Eiger Ultra Trail                                   | 101 km   | 20 juillet 2013  | 16 h 18 min 45 s |
| 15e | Médaille d'or      | Tor des Géants                                      | 330 km   | 8 septembre 2013 | 88 h 12 min 17 s |
| 26e | Médaille d'or      | Hong Kong 100                                       | 100 km   | 18 janvier 2014  | 12 h 59 min 19 s |
| 22e | Médaille d'argent  | Transgrancanaria                                    | 125 km   | 1er mars 2014    | 17 h 29 min 18 s |
| 22e | Médaille d'argent  | Lavaredo Ultra Trail                                | 119 km   | 27 juin 2014     | 14 h 45 min 55 s |
| 7e  | Médaille d'or      | Eiger Ultra Trail                                   | 101 km   | 19 juillet 2014  | 13 h 33 min 21 s |
| 8e  | Médaille d'argent  | Buff Epic Trail 105K                                | 105 km   | 2 août 2014      | 18 h 7 min 31 s  |
| 3e  | Médaille d'or      | 100 Miles of Istria                                 | 100 mi   | 17 avril 2015    | 23 h 39 min 47 s |
| 11e | Médaille de bronze | Eiger Ultra Trail                                   | 101 km   | 18 juillet 2015  | 13 h 13 min 47 s |
| 4e  | Médaille d'or      | Cappadocia Ultra Trail                              | 110 km   | 24 octobre 2015  | 12 h 48 min 00 s |
| 17e | Médaille d'or      | 100 Miles of Istria                                 | 100 mi   | 15 avril 2016    | 24 h 12 min 22 s |
| 7e  | Médaille d'or      | Mozart 100                                          | 100 km   | 18 juin 2016     | 10 h 58 min 14 s |
| 16e | Médaille d'or      | 100 Miles of Istria                                 | 100 mi   | 7 avril 2017     | 23 h 34 min 27 s |
| 8e  | Médaille d'or      | Les Coursières des Hauts du Lyonnais                | 103 km   | 13 mai 2017      | 11 h 59 min 15 s |
| 9e  | Médaille d'or      | 100 Miles of Istria                                 | 100 mi   | 7 avril 2018     | 22 h 49 min 33 s |
| 33e | Médaille d'or      | Ultra-Trail du Mont-Blanc                           | 171 km   | 31 août 2018     | 26 h 03 min 48 s |
| 15e | Médaille de bronze | Cappadocia Ultra Trail                              | 119 km   | 20 octobre 2018  | 13 h 42 min 15 s |
| 8e  | Médaille d'or      | Ultra Trail Vipava Valley                           | 160 km   | 10 mai 2019      | 26 h 21 min 46 s |
| 9e  | Médaille d'argent  | Cervino Matterhorn Ultra Race                       | 168 km   | 15 juillet 2022  | 39 h 48 min 32 s |
| 6e  | Médaille d'argent  | Amazean Jungle Thailand by UTMB - Betong 140        | 148 km   | 3 mai 2024       | 35 h 51 min 51 s |
| 70e | Médaille d'argent  | Trail Alsace Grand Est - Ultra-Trail des Chevaliers | 171 km   | 17 mai 2024      | 26 h 35 min 0 s  |